# Arado Ar 234

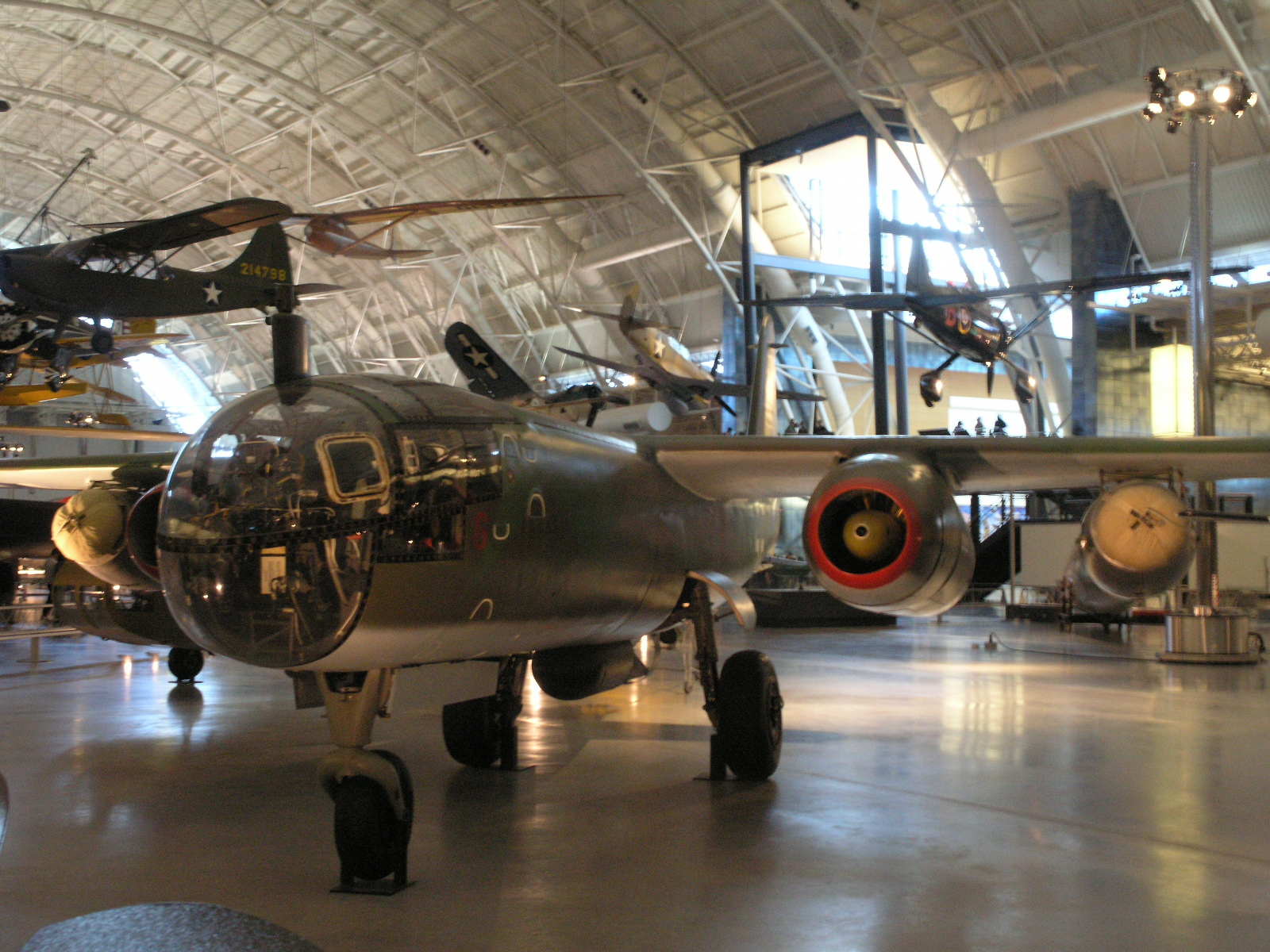
L'Ar 243 dotato di razzi ausiliari Walter HWK 109-500 esposto al National Air and Space Museum.

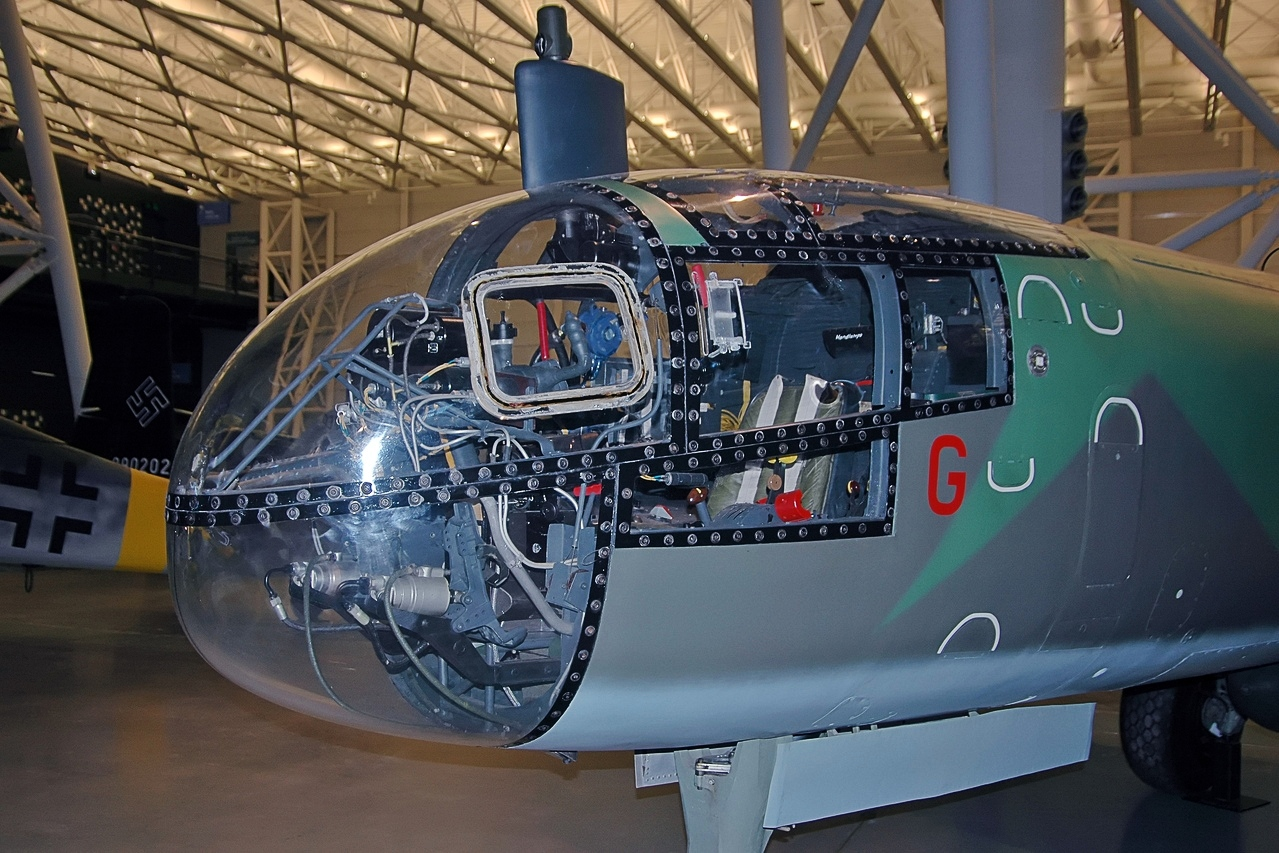
Dettaglio della cabina di pilotaggio completamente vetrata dove si nota il caratteristico periscopio sopra la postazione del pilota.

L'Arado Ar 234 è stato il primo bombardiere a getto della storia. Prodotto dall'azienda tedesca Arado Flugzeugwerke GmbH negli anni quaranta fu, insieme al Messerschmitt Me 262, uno degli aerei da combattimento più avanzati della Luftwaffe.

## Storia del progetto
Il progetto (curato da Walter Blume e Hans Rebeski) prese il via nei primi mesi del 1941 e consisteva in un monoplano ad ala alta con i motori (due dei nuovi motori a reazione Junkers Jumo 004 in fase finale di sviluppo) alloggiati in gondole poste sotto le semiali. La cabina di pilotaggio era completamente vetrata e situata all'estrema prua della snella fusoliera. Queste caratteristiche portarono a considerare inizialmente l'utilizzo di un sistema per il decollo basato su un supporto triciclo sganciabile, mentre l'atterraggio sarebbe avvenuto su pattini montati sul ventre della fusoliera e sotto le gondole dei motori.
Il ritardo nella consegna dei primi motori, malgrado due prototipi dell'aereo fossero già stati completati tra la fine del 1941 e l'inizio del 1942, fece sì che il primo volo potesse avere luogo solo nel giugno del 1943.
Fin dai primi tempi l'Ar 234 mostrò eccellenti caratteristiche di volo mentre non si manifestarono grossi difetti. I prototipi (Versuch) V6 (W.-Nr.130 006, GK+IW) e V8 (W.-Nr.130 008, GK+IY), vennero dotati sperimentalmente di 4 motori BMW 003 A-0, posizionati rispettivamente in quattro gondole singole o due gondole accoppiate. Anche successive versioni furono progettate con questa configurazione per incrementarne le prestazioni. Nel marzo del 1944 volò il prototipo V9 (W.-Nr.130 009, PH+SQ), le cui caratteristiche furono quelle utilizzate per la serie di maggiore produzione (la Ar 234 B) che, per la prima volta, era munita di carrello di atterraggio retrattile, di tipo triciclo anteriore.
Dotati di motori Junkers Jumo 004 B, i primi Ar 234 furono consegnati ai reparti operativi a partire dal giugno 1944.
Sia come bombardiere, sia come ricognitore, era quasi impossibile da intercettare per i caccia alleati ma, come tutti i velivoli tedeschi costruiti nella fase finale della seconda guerra mondiale, entrò in scena troppo tardi per cambiare il corso del conflitto. Un Arado 234 fu l'ultimo aereo della Luftwaffe a volare sull'Inghilterra, nell'aprile 1945.
Sebbene ostacolati dalla carenza di carburante, questi aerei giocarono un ruolo importante su tutti i fronti europei durante gli ultimi mesi del conflitto. In totale vennero consegnati 210 esemplari escludendo i prototipi, le versioni con quattro motori e un esemplare rimasto incompiuto che avrebbe dovuto avere un'ala più ampia.
Comunemente conosciuto come  Blitz (lampo in tedesco), in realtà l'appellativo era da riferire solamente alla versione B-2 da bombardamento e non è chiaro se fosse stato formalmente applicato oppure semplicemente derivato dalla contrazione del termine informale "Blitz-Bomber" (traducibile come "bombardiere lampo"). Il termine alternativo con cui si trova anche definito, Hecht ("luccio"), deriva dalla denominazione di una delle unità equipaggiate con il Ar 234, Sonderkommando Hecht.

## Tecnica

### Sistemi d'arma
L'armamento difensivo era costituito da 2 cannoni MG 151/20 da 20 mm, installati nel ventre della fusoliera in posizione posteriore, che sparavano in direzione opposta a quella del velivolo. Essi erano utilizzati tramite servocomandi direttamente dal pilota e puntati tramite un caratteristico periscopio situato al di sopra della cabina. La variante da bombardamento poteva trasportare fino a 2000 kg di bombe, appese in rastrelliere sotto le gondole dei motori.

## Impiego operativo
Il primo impiego operativo del Blitz fu nel ruolo di ricognitore, nel quale gli alti comandi della Luftwaffe erano certi che la macchina fosse in grado di sfuggire facilmente, grazie alla grande velocità, ai caccia nemici. Al fine di eseguire ricognizioni fotografiche volte a prevenire eventuali invasioni dei Paesi Bassi, nel settembre del 1944 venne creato il Sonderkommando Götz. Alla consegna dell'Ar 234 alle unità operative, gli equipaggi espressero perplessità e disagio nel constatare che la versione era priva di qualsiasi sistema d'arma, tuttavia già alle prime missioni le prestazioni offerte dal velivolo dimostrarono l'efficacia del progetto, distanziando i velivoli alleati inviati per intercettarli.
Nel novembre del 1944 furono valutati i primi esemplari da bombardamento che vennero inquadrati in unità appositamente costituite: i Sonderkommando Hecht e Sperling. Le missioni di bombardamento prevedevano tecniche sofisticate, poiché l'equipaggio era costituito solamente dal pilota, e potevano avvenire con volo orizzontale oppure in picchiata. Nel primo caso era previsto l'utilizzo di un sistema di guida automatico, utilizzato mentre il pilota eseguiva le manovre di puntamento del bersaglio. Per le missioni di bombardamento in picchiata, invece, il pilota utilizzava per il puntamento ancora il periscopio montato sul tetto della cabina.
Gli Ar 234 B-2 presero parte alla famosa missione di bombardamento del Ponte Ludendorff a Remagen sul Reno, nel marzo del 1945.
Al termine del conflitto risulta che fossero stati consegnati alla Luftwaffe un totale di 224 aerei, nelle varie versioni, ma che solo 38 fossero realmente operativi, in ragione del caos regnante tra le file tedesche nell'ultimo anno di guerra e della scarsità di carburante disponibile.

## Versioni
- Ar 234 B: unica versione operativa, dotata di motori Junkers Jumo 004 B;
  - B-1: variante da ricognizione fotografica;
  - B-2: da bombardamento;
  - B-2/1: da ricerca e segnalazione dei bersagli;
  - B-2/b: da ricognizione;
  - B-2/r: bombardamento, dotato di serbatoi ausiliari di carburante;

### Sviluppi previsti
Come per molte altre armi tedesche realizzate dalla seconda metà del 1944 in avanti, anche per l'Ar 234 erano previsti sviluppi che non raggiunsero mai lo stato operativo e che spesso rimasero sui tavoli da disegno degli ingegneri.
Le versioni di seguito riportate e tratte da L'Aviazione sono frutto delle varie combinazioni di compiti operativi, motorizzazioni, già disponibili oppure solo ipotizzate, e sviluppi di modifiche suggerite dall'utilizzo sul campo.
- Ar 234 C: versione dotata di 4 turbogetti BMW 003, sviluppata a partire dal 19° prototipo; il primo volo avvenne il 30 settembre del 1944;
  - C-1: da ricognizione;
  - C-2: da bombardamento;
  - C-3: soggetti a modifiche nell'abitacolo che venne rialzato e armato con due cannoni supplementari da 20 mm, situati sotto la prua; autonomia 1 230 km e velocità 855 km/h;
  - C-3/N: proposta per caccia notturno biposto con sedili in tandem, dotato di radar FuG 218 Neptun V ed armato con 4 cannoni anteriori (2 da 20 mm e due da 30 mm);
  - C-4: da ricognizione, armata con 4 cannoni da 20 mm;
  - C-5: da bombardamento, biposto con sedili affiancati;
  - C-6: da ricognizione, biposto con sedili affiancati;
  - C-7: da caccia notturna, biposto con sedili affiancati e radar centimetrico FuG 245 Bremen 0;
  - C-8: da bombardamento monoposto, bimotore con turbogetti Junkers Jumo 004 D;
- Ar 234 D: versione dotata di 4 turbogetti Heinkel HeS 011A; erano in costruzione 9 prototipi alla fine della guerra;
  - D-1: da ricognizione;
  - D-2: da bombardamento;

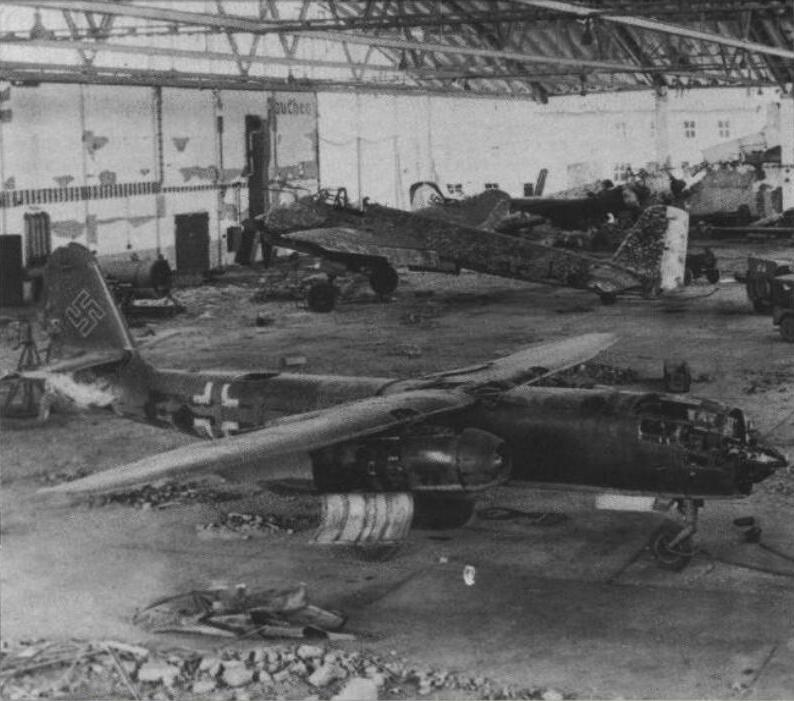
Arado Ar 234 B-0 (W.-Nr.140 114)

- Ar 234 P: progetto relativo all'impiego come caccia notturno;
  - P-1: biposto, con motori BMW 003, armato con 1 cannone da 20 mm e 2 da 30 mm;
  - P-2: biposto, con abitacolo ridisegnato e corazzato;
  - P-3: analogo al P-2, ma armato con 4 cannoni e con motori HeS 011A della versione D;
  - P-4: come il P-3, ma con motori Junkers Jumo 004 D;
  - P-5: variante triposto, motori HeS 011A e 5 cannoni.

## Utilizzatori
Germania
- Luftwaffe

## Esemplari attualmente esistenti
È rimasto un solo Ar 234, l'Ar 234 B-2 (n° di serie 140312) esposto allo Steven F. Udvar-Hazy Center, presso l'Aeroporto internazionale di Washington-Dulles.
L'aereo faceva parte di un gruppo di 9 di base all'aeroporto di Sola (presso Stavanger, in Norvegia) che si arresero alle truppe inglesi nelle ultime settimane di guerra. L'esemplare, e almeno altri 2, vennero requisiti dalla famosa squadra dei Watson's Whizzers dell'United States Army Air Forces (USAAF) nel giugno 1945 e trasferito, nell'ambito dell'Operazione Lusty, presso l'aeroporto di Cherbourg (Francia). Da qui, smontati e imballati, furono trasferiti negli Stati Uniti d'America a bordo della portaerei inglese HMS Reaper nel luglio successivo.
Nel luglio del 1946, equipaggiato con nuovi motori e dotato di nuovi impianti radio e per l'ossigeno, fu assegnato alla Flight Test Division (Wright Field nei pressi di Dayton, Ohio). Dopo una serie di prove, completate nell'ottobre del 1946, l'aereo fu spostato in altre basi e infine consegnato alla Smithsonian's Paul Graber Restoration Facility (Suitland, Maryland) per il restauro.
L'Ar 234, con i colori del primo reparto di assegnazione (8° Staffel del III Kampfgeschwader 76) è in mostra equipaggiato con due razzi Walter sotto le ali, che fornivano spinta ausiliaria durante il decollo; RATO: Rocket-Assisted Take Off. Questi due razzi, a propellente liquido, sono gli unici sopravvissuti.

## Cultura di massa

### Modellismo
- https://web.archive.org/web/20081231211330/http://www.cybermodeler.com/hobby/kits/hc/kit_hc_1671.shtml
- https://web.archive.org/web/20090104025926/http://www.cybermodeler.com/hobby/kits/rm/kit_rm_5979.shtml
- https://web.archive.org/web/20090302005959/http://cybermodeler.com/hobby/kits/dml/kit_dml_5026.shtml